# Дуоль
Дуоль (фр. duolet) — это две ноты, имеющие длительность трёх нот того же вида. Длительность ноты может быть увеличена добавлением точки после неё. Эта точка добавляет к длительности ноты длительность следующей «меньшей» ноты, делая её в 1,5 раза длиннее. Две точки добавляют к длительности ноты длительность двух «меньших» нот, делая её в 1,75 раза длиннее. Крайне редко добавляются три точки, делая длительность ноты в 1,875 раза длиннее.
В некоторых случаях длительность ноты может быть увеличена лигой. Например, половинная нота, слигованная с другой половинной нотой, фактически равна целой ноте.
Используются также особые виды ритмического деления, при которых деление ритмических длительностей не совпадает с их основным делением. К такому делению относятся:
- дуоль — деление на 2 вместо 3 (2:3),
- триоль — деление на 3 вместо 2 (3:2),
- квартоль — деление на 4 вместо 3 (4:3) или 4 вместо 6 (4:6),
- квинтоль — деление на 5 вместо 4 (5:4) или 5 вместо 6 (5:6),
- секстоль — деление на 6 вместо 4 (6:4),
- септоль — деление на 7 вместо 6 (7:6) или 7 вместо 8 (7:8)
- и т. д…